# Койос (Населица)
Койос или Койкьой (на гръцки: Κόγιος, Κοϊκιόϊ) е бивше село в Егейска Македония, Република Гърция, дем Горуша (Войо), област Западна Македония.

## География
Селото е било разположено на 1 km източно от село Лукоми.

## История
Селището е разрушено между 1790 и 1795 година, по време на управлението на Али паша Янински. Гробищната църква на Койос „Свети Николай“ е била построена в 1725 година с ктиторството на член на койоското семейство Синопулос, според запазения ктиторски надпис. Селото е съществувало в 1786 година, тъй като върху икона на Света Богородица в църквата „Свети Николай“, намерена от Михаил Калиндерис, има следният надпис: „Ἐπὴ ἔτος αψπστ (1786) κτήτορα εἰς τὴν ὑπεραγίαν Θεοτόκον φήλιου[…]“ („В 1786 година ктитор от посветеното в служба на Богородица семейство […]“). Фактът обаче, че не е посочено в списъка на селата на митрополията през 1797 година, означава, че малкото селище, което е наброявало осем до десет къщи, вече е било разрушено.